# Loop (Sarah Bonnici-dal)
A Loop (magyarul: Hurok) a máltai Sarah Bonnici dala, mellyel Máltát képviselte a 2024-es Eurovíziós Dalfesztiválon Malmőben. A dal 2024. február 3-án, a máltai nemzeti döntőben, a Malta Eurovision Song Contesten megszerzett győzelemmel érdemelte ki a dalversenyen való indulás jogát.

## Eurovíziós Dalfesztivál
2023. október 18-án vált hivatalossá, hogy az énekesnő dala is bekerült a Malta Eurovision Song Contest nemzeti döntő mezőnyébe. A dal február 3-án megnyerte a dalválasztó műsort, ahol a szakmai zsűri, valamint a nézői szavazatok együttese alakította ki a végeredményt. A zsűrinél az első, míg a közönség listáján a második helyet érte el, ezzel összesítésben megnyerte a versenyt, így ez a dal képviselheti Máltát az Eurovíziós Dalfesztiválon.
A dalt először a május 9-én rendezendő második elődöntőben fellépési sorrendben elsőként adták elő, az Albániát képviselő Besa Titan című dala előtt. Az elődöntőben a nézői szavazatok pontjai alapján nem került be a dal a május 11-én megrendezésre került döntőbe.
A következő máltai induló Miriana Conte Serving című dala volt a 2025-ös Eurovíziós Dalfesztiválon.

## Galéria

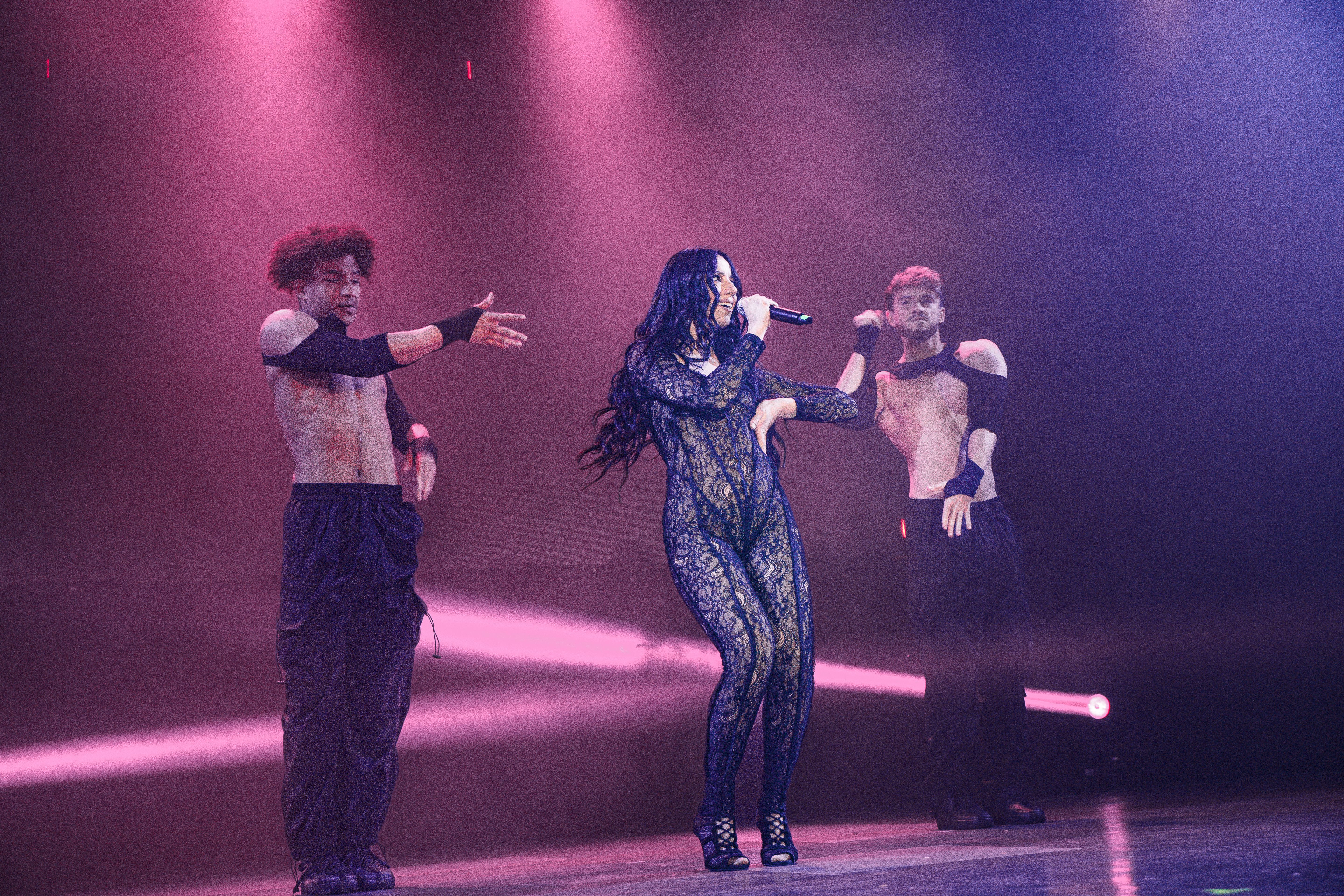
A madridi Eurovíziós partin
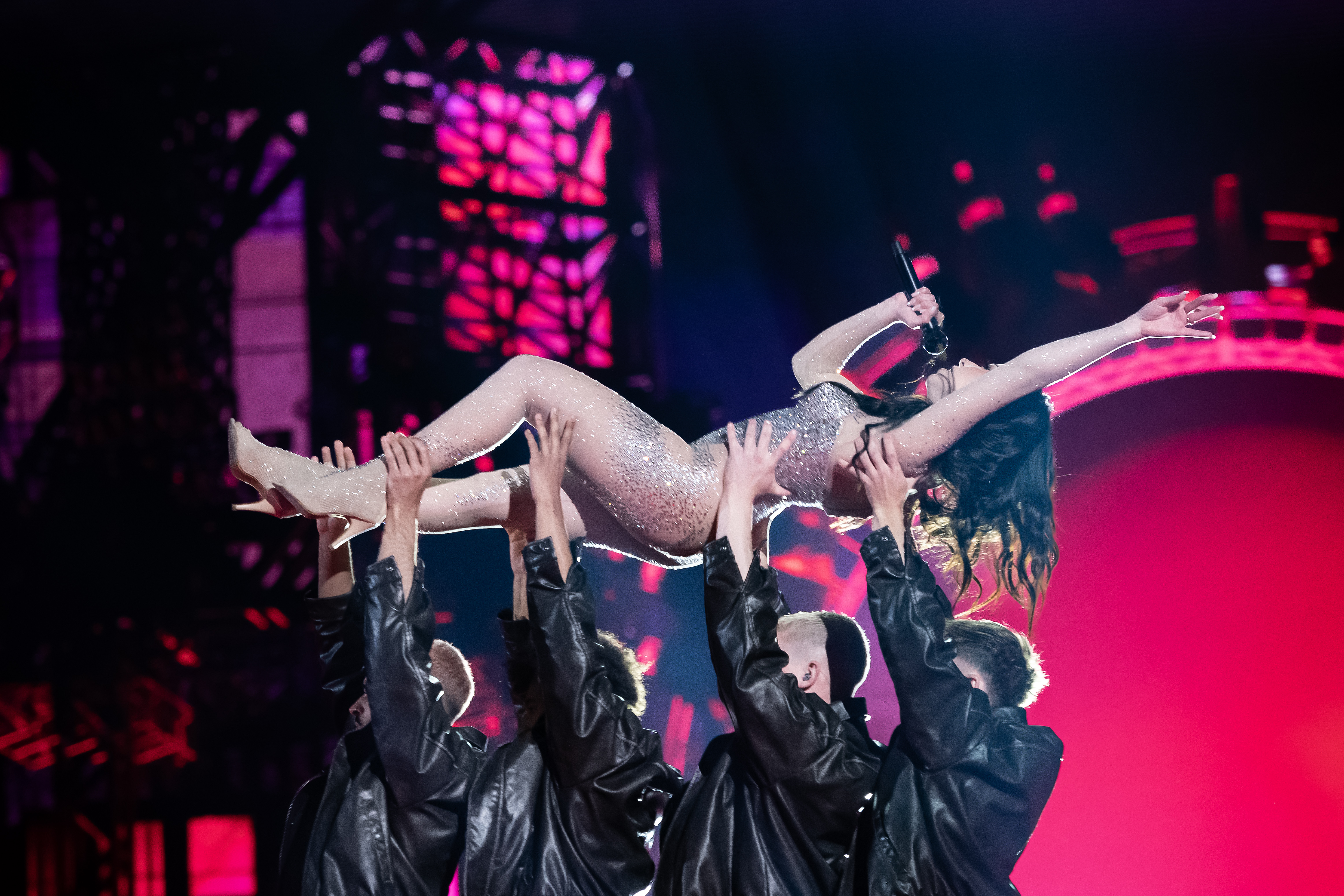
Az elődöntőben